# Tombe Brion
Pour les articles homonymes, voir Brion.
La tombe Brion (en italien : tomba Brion, également connue sous le nom de sanctuaire Brion, cimetière Brion et tombe Brion-Vega) est le lieu de sépulture de la famille Brion.

## Description
Située à San Vito d'Altivole près de Trévise, en Italie, la tombe a été conçue par l'architecte vénitien Carlo Scarpa entre 1968 et 1978 comme une extension en forme de L de 2 000 mètres carrés du cimetière municipal adjacent. Il s'agit d'un cimetière privé pour la famille Brion où deux sarcophages futuristes jumelés sont au centre de l'ensemble.
Ce mausolée est considéré comme un chef-d'œuvre de l'architecture moderniste et un puissant monument commémoratif.
Le projet monumental a été commandé en 1969 par Onorina Tomasin, veuve de Giuseppe Brion, le fondateur de la société Brionvega.

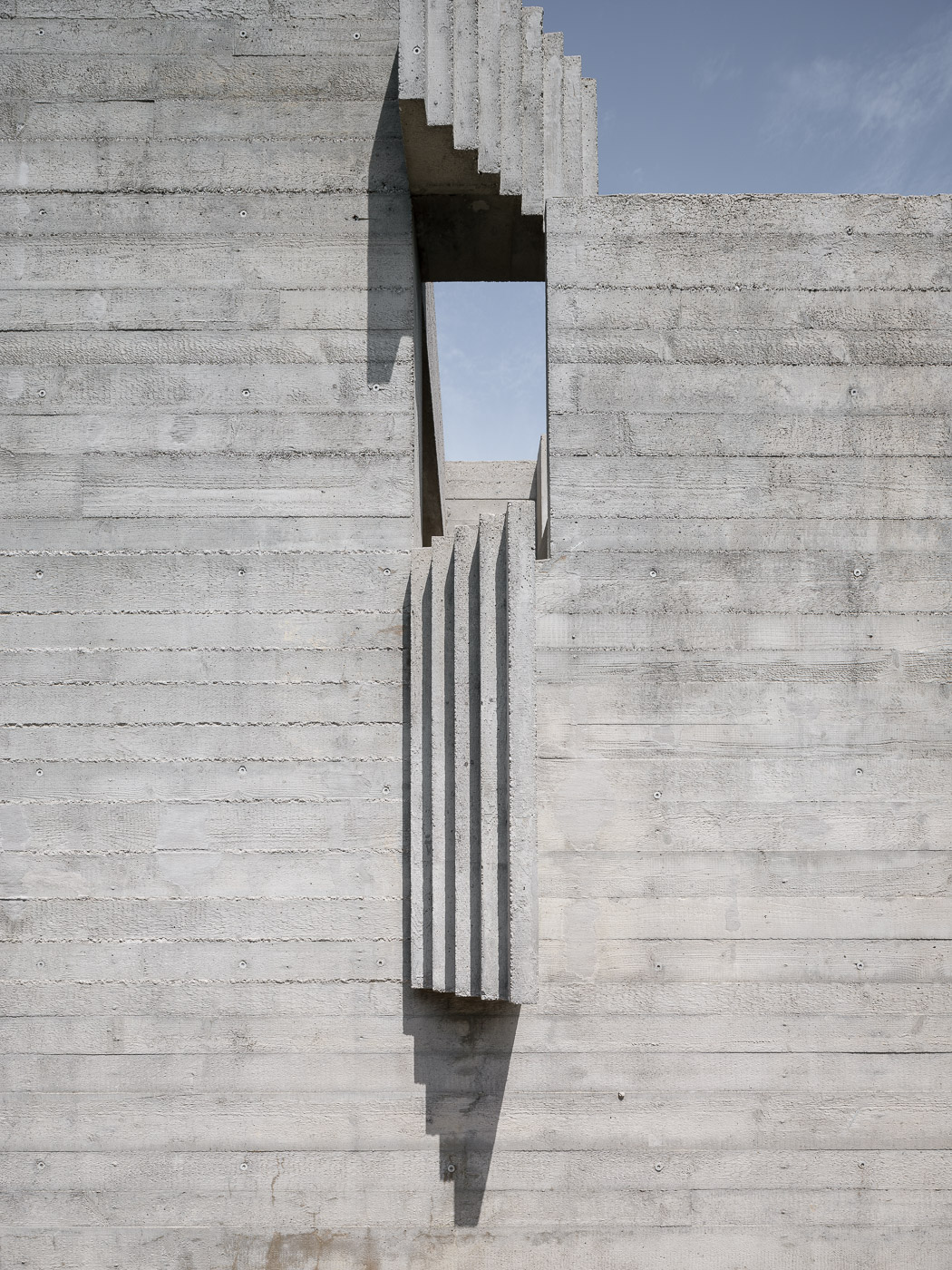
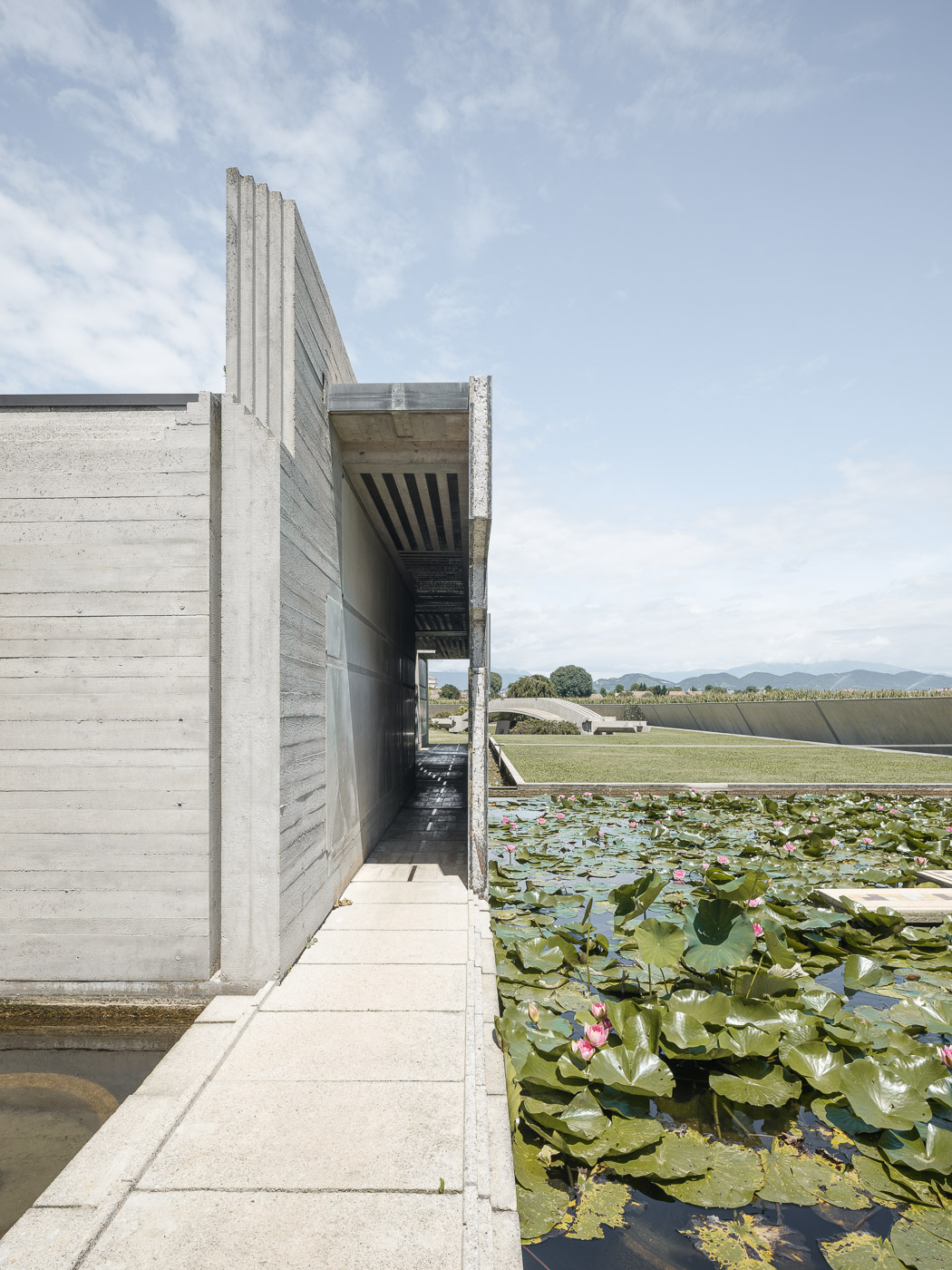
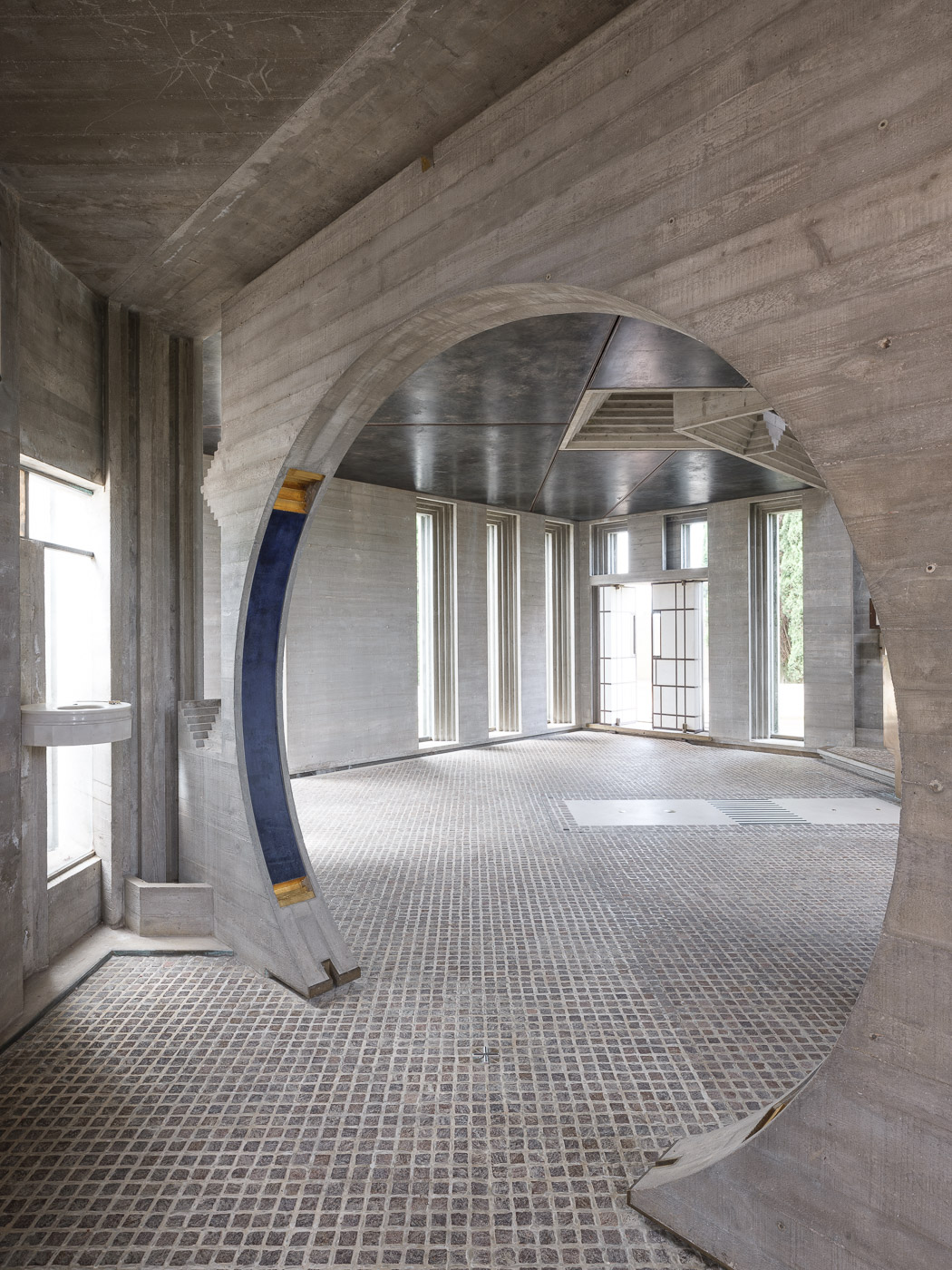

Scarpa est lui-même enterré à côté.

## Postérité
La tombe Brion a été utilisée comme lieu de tournage de Dune, deuxième partie en juillet 2022,.